# Liste der Nummer-eins-Hits in den Rhythmic Airplay Charts (2002)
| Singles |
| --- |
| - Usher - U Got It Bad - 9 Wochen (10. November 2001 – 11. Januar 2002) - Ja Rule feat. Ashanti - Always on Time - 6 Wochen (12. Januar – 22. Februar) - Jennifer Lopez feat. Ja Rule - Ain’t It Funny - 2 Wochen (23. Februar – 8. März) - Fat Joe feat. Ashanti - What’s Luv - 4 Wochen (9. März – 5. April) - Ashanti - Foolish - 8 Wochen (6. April – 31. Mai) - Eminem - Without Me - 1 Woche (1. Juni – 6. Juni) - Nelly - Hot in Herre - 7 Wochen (7. Juni – 26. Juli) - P. Diddy & Ginuwine feat.Loon, Mario Winans und Tammi Ruggeri - I Need a Girl (Part Two) - 1 Woche (27. Juli – 2. August) - Nelly feat. Kelly Rowland - Dilemma - 13 Wochen (3. August – 1. November) - Missy Elliott - Work It - 2 Wochen (2. November – 15. November) - Eminem - Lose Yourself - 7 Wochen (16. November 2002 – 3. Januar 2003) |